# Тофалос, Димитриос
Димитриос То́фалос (греч.  Δημήτριος Τόφαλος  14 апреля 1884, Патры, Греция — 15 ноября 1966 Патры) — греческий тяжелоатлет, многократный чемпион Греции, чемпион Олимпийских игр, двукратный рекордсмен мира, чьё имя в первой половине XX века вошло в греческий язык в качестве синонима дородного и сильного мужчины (τόφαλος).

## Биография
Димитриос Тофалос родился в городе Патры в 1884 году. Был старшим из трёх детей в семье торговца виноградом.
В школе не преуспевал, но рослый и крепкий мальчик был любим учителями, в силу своего доброго характера.
В возрасте 16 лет рослый подросток весил 102 кг.
В 1899 году Тофалос вступил в основанный в 1891 году спортивный клуб Панахаики (Пан-ахейский — Παναχαϊκή) и сразу же поднял вес в 94 кг.
Несмотря на свой физический недостаток (однако рука была меньше другой, что было результатом несчастного случая в возрасте 12 лет) он одержал огромное количество побед в тяжёлой атлетике и стал знаменитым в Греции и за её рубежами.
В 1901 году, на чемпионате Греции, он стал серебряным призёром.
Впоследствии Тофалос стал многократным чемпионом Греции.
В 1904 году он установил мировой рекорд.
В общей сложности, в тяжёлой атлетике, он завоевал 140 призов.

## На Внеочередной Олимпиаде

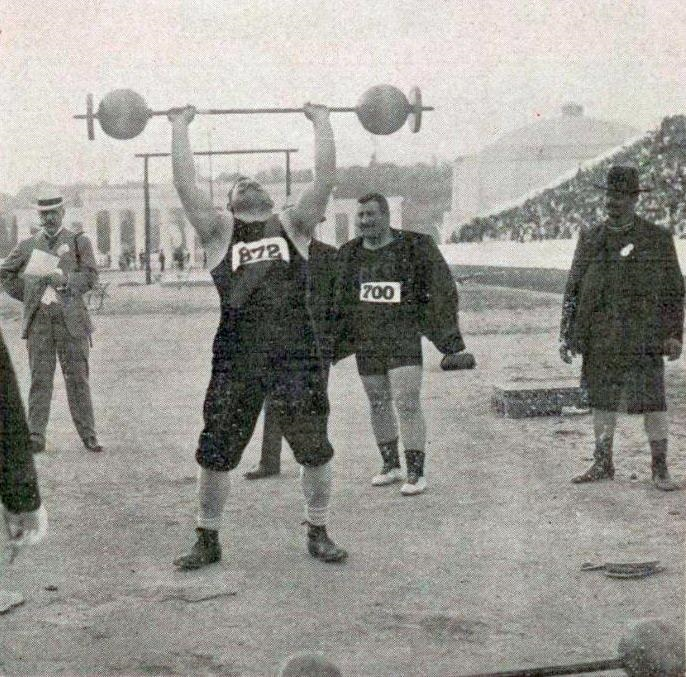
Димитриос Тофалос (№ 700) победитель Олимпиады 1906 года, стоит за серебряным призёром австрийцем Йозефом Штайнбахом (№ 872).

В 1904 году греческие болельщики Тофалоса собрали деньги, чтобы обеспечить ему поездку на Летние Олимпийские игры 1904 года в американском Сент-Луисе. Однако ещё не покинув Европу, Тофалос тяжело заболел и оказался в больнице в Антверпене.
На Внеочередных летних Олимпийских игр 1906 года в Афинах, Тофалос стал золотым призёром.
При этом, подняв с третьей попытки 142 кг, он побил свой же, установленный в 1904 году, мировой рекорд.
По возвращении в родной город 6000 его земляков встречали его на железнодорожной станции.
Его мировой рекорд не был побит до 1914 года.
Однако его Олимпийская биография не имела продолжения в связи с обстоятельствами, не зависящими от Тофалоса: программа Летних Олимпийских игр 1908 года в Лондоне не включала в себя тяжёлую атлетику.

## Профессиональный борец в США
Тофалос уехал в США. Началась его карьера в вольной борьбе (кетч).
Одновременно началась его музыкальная карьера в качестве тенора.
В вольной борьбе он завоевал в общей сложности 251 призов.
Знаменательным стал его поединок с чемпионом мира Фрэнком Готчем.
В ходе поединка, Готч сломал ему руку, однако Тофалос продолжил поединок до конца.
Тофалос вернулся в Грецию в 1912 году после объявления мобилизации с началом Балканских войн. Нет информации был ли он принят в армию и принял ли участие в военных действиях.
Впоследствии он стал менеджером и тренером, также рождённого в Греции, рестлера Джима Лондоса, ставшего в 1938 году чемпионом мира в тяжёлой категории.
Тофалос также стал президентом нью-йоркского греческого спортивного клуба Гермес.
Согласно некоторым источникам, в довоенные годы, генштаб греческой армии использовал Тофалоса в качестве шпиона, в его поездках, в особенности в Турцию и Италию.
В 1952 году, завершив свою карьеру и будучи известным, он вернулся в родные Патры, где прожил до конца своей жизни.

## Память

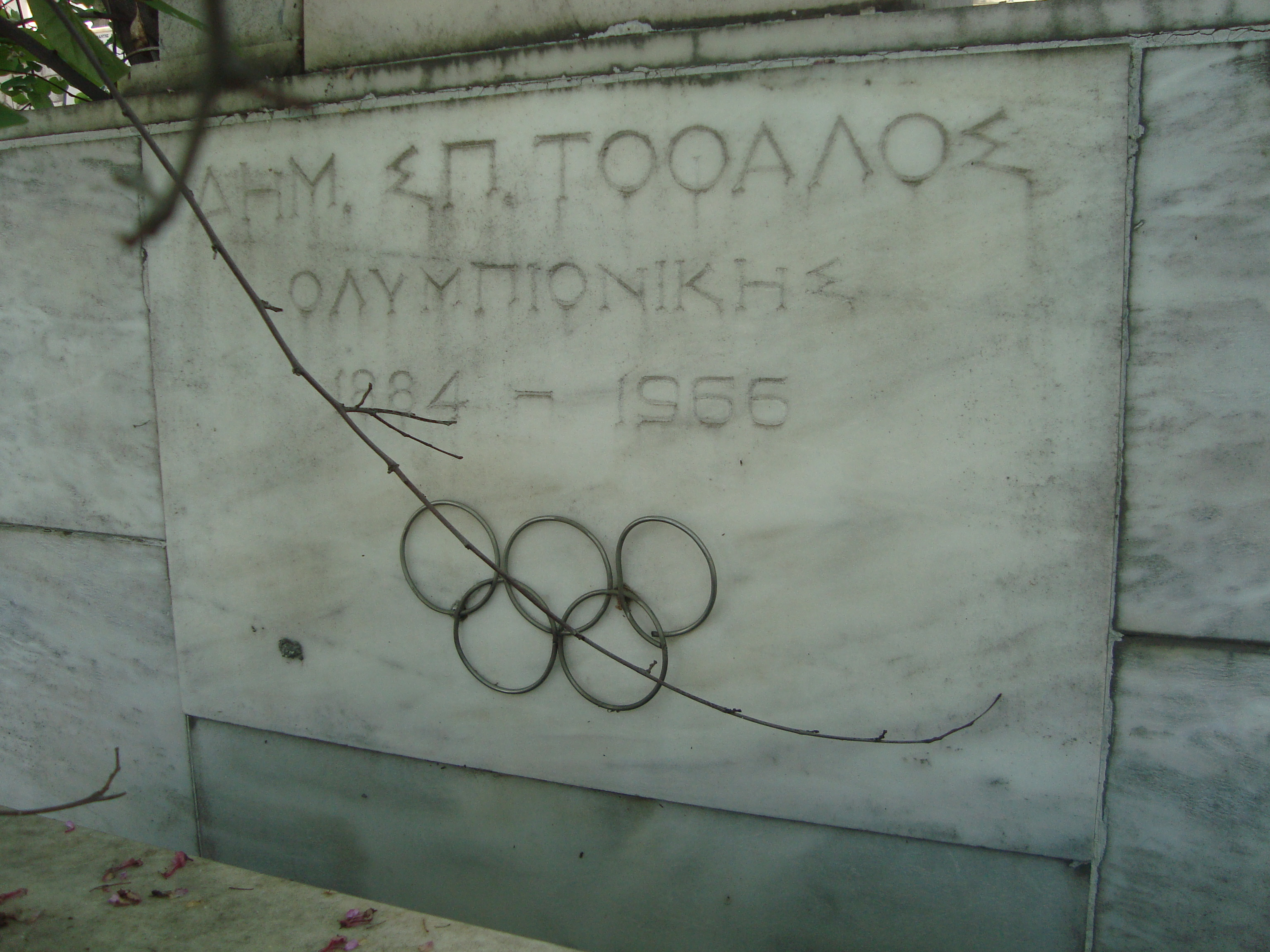
Могила Димитриса Тофалоса на Первом кладбище Патр

Муниципалитет Патр назвал именем Тофалоса одну из улиц города, а также дал его имя крытому стадиону в квартале Бозаитика.